# Messier 67
Messier 67 (M67 ili NGC 2682) je otvoreni skup u zviježđu Rak. Otkrio ga je Johann Gottfried Koehler 1779. godine., a Charles Messier ga je samostalno otkrio godinu dana kasnije i dodao u katalog.

## Svojstva
M67 se nalazi oko 2700 svjetlosne godine od Zemlje. Skup se proteže oko 30' na nebu ili 23 svj. godine u stvarnosti. Starost skupa je velika, između 3,2 i 5 milijardi godina. Novije procjene govore o starosti od 4 milijarde godina. M67 nije najstariji otvoreni skup u galaksiji ali pripada među starije. Gravitacijska privlačnost među zvijezdama otvorenih skupova nije velika i oni se u većini slučajeva dezintergriraju u roku od milijardu godina. 
M67 je se detaljno istražuje i proučava ali unatoč tome, njegova svojstva se znatno razlikuju od izvora do izvora. Danas se smatra da je skup star 4 milijarde godina, da sadrži oko 150 bijelih patuljaka i ima ukupnu masu od 1080 do 1400 sunčevih.
Skup sadrži više od 100 zvijezda sličnih Suncu i mnogo crvenenih divova. Ukupan broj zvijezda je procijenjen na 500. Zbog sličnosti zvijezda u skupu, M67 se detaljno proučava u svrhu razvoja modela evolucije zvijezda.

## Amaterska promatranja
M67 ima prividni sjaj od magnitude + 6,1. Lako ga je uočiti u 10x50 dalekozoru ali zvijezde su većinom tamnije od magnitude + 10 pa nisu vidljive u dvogledu. U 200 mm teleskopu moguće je vidjeti preko 50 zvijezda na prostoru od 20 do 30'.

## Vanjske poveznice
- Skica M67
- SEDS: NGC 2678